# Plaza de Bellecour

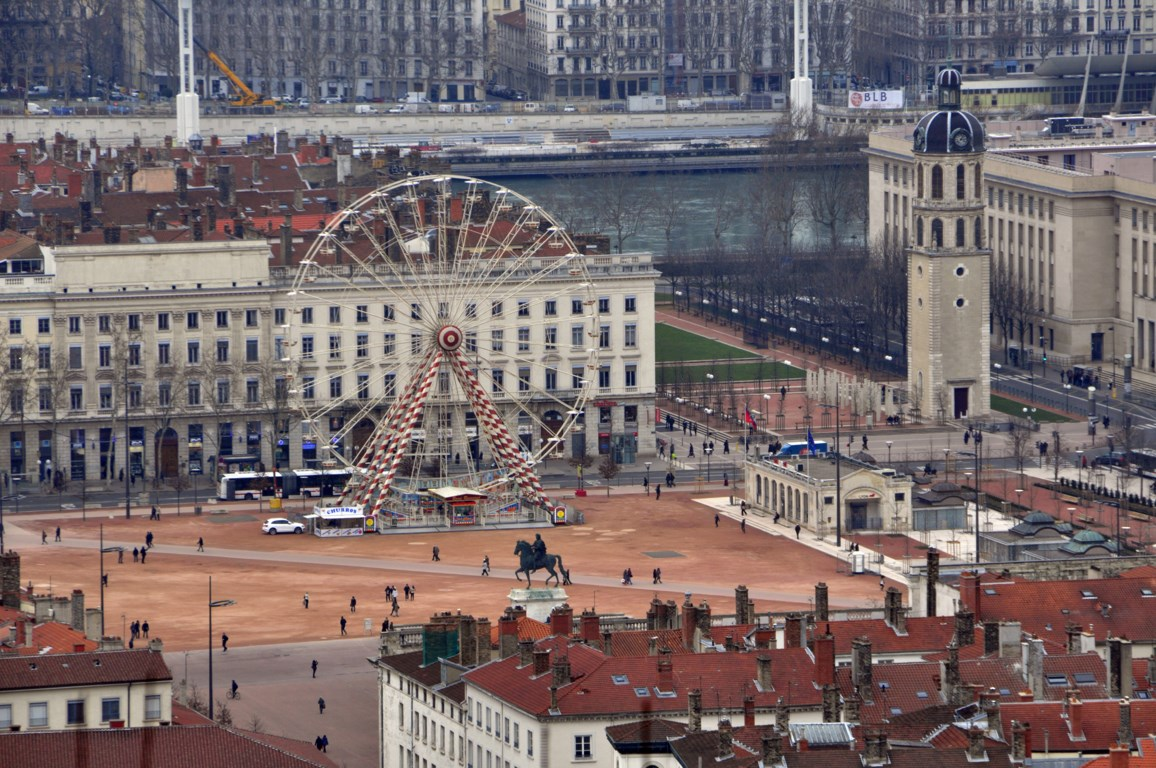
Plaza de Bellecour en 2013.

La plaza de Bellecour (en francés: place Bellecour) está situada en el centro de la ciudad de Lyon, en Francia. 

## Ubicación
Es una de las plazas de forma rectangular más grandes de Europa (310 m por 200 m), siendo la más grande de uso peatonal. Está situada entre los ríos Ródano y Saona en el segundo distrito de Lyon, en lo que se conoce como la Presqu'île. De ella parten las mayores calles comerciales de la ciudad, República y Víctor Hugo.

## Historia
Forma parte de la zona considerada patrimonio de la UNESCO desde 1998.

## Monumentos
Su centro está coronado por una estatua ecuestre de Luis XIV, y en una de sus esquinas se eleva un pequeño monumento a uno de los lyoneses célebres, Antoine de Saint-Exupéry, autor de El Principito.

## Transportes
Bajo ésta confluyen los líneas A y D del metro de Lyon.